# Продаєвич Андрій Валентинович
Андрій Валентинович Продаєвич (3 грудня 1981, Одеса) — український футбольний функціонер, президент футбольного клубу ФК «Одеса».

## Освіта
У 2004 році закінчив Одеський національний університет імені Іллі Мечникова, «економіко-правовий» факультет за спеціальністю «правознавство». На даний момент є аспірантом.
У 2011 році закінчив Львівський державний університет фізичної культури, присвоєно кваліфікацію-тренера (Олімпійський і професійний спорт).

## Кар'єра
2002—2003 рр. юрисконсульт ПП «Центуріон».
2003—2005 рр. юрисконсульт ЗАТ ФК «Чорноморець».
2005—2006 рр. юрисконсульт АКБ «Імексбанк»
2006—2007 рр. юрисконсульт ООЩ ЮФ «Центавр»
2007—2007 рр. директор ТОВ «Українське футбольне трансферне агентство».
2007—2009 рр. президент ТОВ ФК «Дністер» (Овідіополь).
2009—2010 рр. директор СДЮСШОР з фігурного катання на ковзанах «Крижинка».
2010—2011 рр. президент ТОВ ФК «Дністер» (Овідіополь).
2011—2014 рр. президент ТОВ ФК «Одеса».
З 2008 р і по теперішній час почесний президент «Одеської міської Федерації Дзюдо і Самбо».
З 14.04.2014 р і по теперішній час президент ДЮФК «Одеса».

## Громадська діяльність
у 2006 році обраний депутатом Одеської обласної ради V скликання.

## Сім'я
Одружений, виховує двох синів.